# Gröden
Gröden es un municipio del distrito de Elba-Elster, en Brandeburgo (Alemania). Pertenece al Amt (Unión de municipios) de Schradenland.